# Friedrich Wilhelm Lomler
Friedrich Wilhelm Lomler (* 1. Oktober 1774 in Ernstthal (Schleusegrund); † 3. August 1845 in Saalfeld) war ein deutscher lutherischer Theologe und Schriftsteller.
Nach dem frühen Tod seines Vaters († 1780), eines Forstmeisters, zog seine Mutter zur Großmutter in Eisfeld, wo er und seine drei Geschwister früh zum Lebensunterhalt beitragen mussten. Gefördert vom Rektor Johann Werner Krauß besuchte er 1789–1792 das Gymnasium in Schleusingen. 1795 war er Hauslehrer in der Familie Gotthelf Greiner und im nächsten Jahr in Wallendorf. 1800 studierte er Philologie in Leipzig.
Ab 1802 war er Pfarrer in Weitersroda bei Hildburghausen, wurde 1805 Prediger in Hildburghausen und Pfarrer in Häselrieth, 1819 Superintendent in Heldburg und 1829 Oberpfarrer, Superintendent und Hofprediger in Saalfeld.
1802 gründete Lomler die kurzlebige Zeitschrift Chronik für Franken. Ab 1822 gab er für zehn Jahre die Praktische Predigerzeitung als Beiblatt zur Allgemeinen Kirchenzeitung heraus. 1830 wurde er von der Universität Jena mit dem Doktortitel der Theologie gewürdigt.

## Veröffentlichungen
- unter Pseudonym F. Laocles: Erzählungen aus dem Reiche der Wirklichkeit und Phantasie; 1800
- Gumal und Lina; nach Lossius; 1810
- Predigten; 1810
- Dr. Martin Luthers deutsche Schriften, theils vollständig, theils in Auszügen; 3 Bände, 1816–17
- Fabeln in vier Büchern; 1822